# Umberto Albini
Umberto Albini, italijanski general, * 1895, † 1973.